# Ammodytoides
Ammodytoides es un género de peces actinopeterigios marinos, distribuidos la mayoría por aguas del océano Pacífico, una especie en el océano Atlántico y otra en el océano Índico.

## Especies
Existen  especies reconocidas en este género:
- Ammodytoides gilli (Bean, 1895)
- Ammodytoides idai Randall y Earle, 2008
- Ammodytoides kanazawai Shibukawa y Ida, 2013
- Ammodytoides kimurai Ida y Randall, 1993
- Ammodytoides leptus Collette y Randall, 2000
- Ammodytoides praematura Randall y Earle, 2008
- Ammodytoides pylei Randall, Ida y Earle, 1994
- Ammodytoides renniei (Smith, 1957)
- Ammodytoides vagus (McCulloch y Waite, 1916)
- Ammodytoides xanthops Randall y Heemstra, 2008